# Middlegate (Nevada)
Middlegate es un área no incorporada en el condado de Churchill, Nevada, Estados Unidos.

## Cultura popular
- El bar local, la estación de gas y el restaurante de Middlegate fueron utilizados durante el rodaje de la película Black Road, dirigida por Gregory Hutton, protagonizada por William Nilon y ganadora de un premio en 2002.[2][3]